# Stara Syniava
Stara Syniava (ukrainien : Стара Синява, russe : Ста́рая Синя́ва) est une commune urbaine de l'oblast de Khmelnytskyï, en Ukraine. Elle compte 5 174 habitants en 2021.